# (1196) Sheba
(1196) Sheba ist ein Asteroid des Hauptgürtels, der am 21. Mai 1931 vom südafrikanischen Astronomen Cyril V. Jackson in Johannesburg entdeckt wurde. 
Der Name des Asteroiden ist von der biblischen Königin von Saba (im Englischen Sheba) abgeleitet.